# Coilodera simeuluensis
Coilodera simeuluensis är en skalbaggsart som beskrevs av Jakl och Krajcik 2004. Coilodera simeuluensis ingår i släktet Coilodera och familjen Cetoniidae. Inga underarter finns listade i Catalogue of Life.